# 藤原武智麻呂
藤原 武智麻呂（ふじわら の むちまろ）は、飛鳥時代から奈良時代前期にかけての貴族。藤原不比等の長男。藤原南家の祖。官位は正一位・左大臣、贈太政大臣。

## 経歴

### 嫡子としての昇進
文武朝の大宝元年（701年）正六位上・内舎人に叙任されて官途に就く。大宝2年（702年）中判事に任官するが、病を得て翌大宝3年（703年）中判事を辞任する。1年ほど養生したの後、大宝4年（704年）大学助に任ぜられるが、当時藤原京遷都に伴って人心慌ただしく、学生は四散するなど大学寮が衰微していた。そこで、武智麻呂は大学頭・百済王郎虞とともに碩学を招いて経書と史書を講説させたところ、遠近の学者が集まり再び大学寮は充実したという。また慶雲2年（705年）2月の釈奠のために、年功を積んだ儒者であった刀利康嗣に後世の模範となる釈奠文を作成させたという。なお、この釈奠文は日本に現存する最古の物である。
かつて病気のために1年ほど官界を離れていたこともあって、同年12月に1歳年下の弟・房前と同時に従五位下に叙爵する。翌慶雲3年（706年）大学頭に昇任するが、学生に『詩経』『書経』『礼記』『易経』を学ばせて訓導するなど、引き続き大学寮の発展に務めた。和銅元年（708年）図書頭兼侍従に遷ると、壬申の乱以来散逸していた図書寮の書籍について、民間に協力を求めて採集し充実を図ったという。
和銅4年（711年）に再び房前と同時に従五位上に叙せられ、和銅5年（712年）近江守に任ぜられ地方官に遷る。近江守在職中の霊亀2年（716年）寺院が所有する田園の利益を占有するために、多くの土地を分け取る一方で造営を行わず、虚偽の僧侶の名簿を提出している状態であるため、これを正し綱紀を引き締めるべき旨を奏上した。この奏上は許されると共に、この奏上を受けて、妄りに建立された寺院の整理・統合を進めることや、壇越による寺院所有田地の私物化禁止などの寺院政策が行われている。
近江守在職中の和銅6年（713年）に国司としての実績が評価されて従四位下に叙せられる。その後は武智麻呂が位階の上では先に昇進し、和銅8年（715年）に武智麻呂が従四位上、房前は従四位下に、養老3年（719年）には武智麻呂は正四位下、房前は従四位上にそれぞれ同時に昇進している。しかし、この間の霊亀3年（717年）房前が参議に任ぜられ、武智麻呂に先んじて公卿となる。このため、藤原不比等の嫡男を兄の武智麻呂ではなく房前とする学説が出されたこともある。しかし、武智麻呂が主に京官を通して昇進していたのに対して、房前は文武天皇大葬の山陵司や東海道/東山道巡察使といった臨時職にしか就いておらず、少なくとも房前の参議任官までは武智麻呂が嫡子として扱われていた様子が窺われる。さらに、武智麻呂は養老2年（718年）式部卿、養老3年（719年）東宮傅と相当位を越える官職に任ぜられる。これは房前の参議任官に対応する人事であることは明らかである。特に、東宮傅への任官によって藤原氏の切り札である皇太子・首皇子（のち聖武天皇）の後見役を担うことになるが、これは皇子の外祖父でもある不比等の地位と役割を、嫡男たる武智麻呂が継承することを約束されたことを示すと考えられる。

### 不比等の後継者へ
養老4年（720年）8月に父の右大臣・藤原不比等が薨去すると、翌養老5年（721年）正月に武智麻呂・房前兄弟は揃って従三位に昇進した上で、武智麻呂は参議を経ずに中納言に任官する。武智麻呂は太政官の席次でも房前の上位となり、一躍藤原氏一族の中心的存在となる。一方で、同年10月には元明上皇が死の床で、右大臣・長屋王とともに一介の参議であった房前を召し入れて後事を託し、さらに房前を祖父・藤原鎌足以来の内臣に任じて、内外の政務を担当して天皇を補佐するように命じる。この状況から、藤原氏主導の政権運営を志向する武智麻呂と、長屋王と連携しながら内臣として内廷で政治力を発揮しつつ皇親政治を維持しようとした房前との政治路線の違いがあったともされる。一方で、房前自身が内臣の地位を求めたわけではなく、政治的野心もなかったことから、二人の関係は破滅までには至らなかった。

### 長屋王の変
神亀元年（724年）、聖武天皇の即位に伴い、房前と同時に正三位に昇叙される。天平元年（729年）左大臣・長屋王が、謀反の疑いを受ける。そして長屋王は、吉備内親王と所生の諸王らとともに、自害させられる。この長屋王の変は、2月10日に謀反の密告を受けると直ちに藤原宇合らに六衛府の兵士数百人を引率させて長屋王邸を包囲させ、翌11日に武智麻呂は皇親勢力の大物であった舎人・新田部両親王、大納言・多治比池守らを担ぎ出して長屋王邸に赴いて糾問を行い、12日には長屋王と妻子を自害させ早くも変を終結させるという、用意周到な計画の元に非常に速やかに実行された。この変の首謀者については、
1. 藤原四兄弟が協力して主導した[11]。
2. 武智麻呂が主導し房前以下の兄弟3人が役割を分担した[12]。
3. 武智麻呂が主導し宇合・麻呂兄弟が協力して房前は埒外に置かれていた[13]。

の諸説がある。いずれにしても、武智麻呂は長屋王に対する糾問に参画するなど変で中心的な役割を果たすとともに、変後に行われた任官でも大納言に昇進し、昇進面で房前を大きく引き離して藤原氏の氏上としての立場を明確にした。なお、変後の主要人事が武智麻呂の昇進だけであったことも、武智麻呂が変を主導した説を補強する材料となっている。

### 藤原四子政権（藤原武智麻呂政権）
天平2年（730年）8月に弟の宇合・麻呂を参議に昇進させて議政官に加えることで藤原四子政権（藤原武智麻呂政権）を確立させる。天平3年（731年）7月に大納言・大伴旅人の薨去によって、武智麻呂は実質的に太政官の首班となり、天平6年（734年）には従二位・右大臣に至る。
天平9年（737年）7月25日に当時流行していた天然痘により薨去。享年58。臨終の床にて正一位・左大臣の官位を授けられる。死の前日に光明皇后が見舞いに訪れ、訃報を聞いた聖武天皇は羽葆鼓吹（葬送で使用する鳥の羽で作った飾り）を与えたという。天平年間に発生した天然痘の大流行により、武智麻呂以下藤原四兄弟はいずれも倒れ、藤原氏の勢力は一時衰えた。藤原仲麻呂政権下の天平宝字4年（760年）になって太政大臣を追贈されている。
弟の房前に比べると政治的活動は乏しいとも言われていたが、大学頭だった時代に大学制度の設立に尽くすなど、文教行政面での活躍は特筆すべきものがある。武智麻呂自身も深い教養の持ち主であり、聖武天皇の皇太子時代には家庭教師役（春宮傅）に選ばれたこともあった。武智麻呂の生涯を記したものとしては、『藤氏家伝』に収められた「武智麻呂伝」があるが、同書は武智麻呂の顕彰を目的にしていることに注意を必要とする。
初め佐保山（奈良市）で火葬されたが、天平宝字4年（760年）子の仲麻呂によって栄山寺（奈良県五條市）の裏山に改葬された。これは『延喜式』諸陵寮に見える「後阿陀墓（）」に当たり、1940年（昭和15年）国の史跡に指定されている。

## 官歴
注記のないものは『続日本紀』による。
- 大宝元年（701年） 日付不詳：正六位上[1]。6月：内舎人[16]
- 大宝2年（702年） 正月：中判事[1]
- 大宝3年（703年） 4月：辞中判事[1]
- 大宝4年（704年） 3月：大学助[1]
- 慶雲2年（705年） 12月27日：従五位下
- 慶雲3年（706年） 7月：大学頭[1]
- 和銅元年（708年） 3月：図書頭兼侍従[1]
- 和銅4年（711年） 4月7日：従五位上
- 和銅5年（712年） 6月：近江守[1]
- 時期不詳：正五位上
- 和銅6年（713年） 正月23日：従四位下
- 和銅8年（715年） 正月10日：従四位上
- 霊亀2年（716年） 10月：式部大輔[1]
- 養老2年（718年） 9月19日：式部卿
- 養老3年（719年） 正月13日：正四位下。7月：東宮傅[1]（春宮：首皇子）
- 養老5年（721年） 正月5日：従三位、中納言。9月：造宮卿[1]。12月8日：御装束事（元明上皇葬儀）
- 神亀元年（724年） 2月4日：正三位
- 神亀3年（726年） 日付不詳：兼知造宮司事[17]
- 神亀5年（728年） 7月：兼播磨守[1]
- 神亀6年（729年） 3月4日：大納言
- 天平3年（730年） 9月27日：兼大宰帥
- 天平6年（734年） 正月17日：従二位、右大臣
- 天平9年（737年） 7月25日：正一位左大臣、薨去
- 天平宝字4年（760年） 8月7日：贈太政大臣

## 系譜
『尊卑分脈』による。
- 父：藤原不比等
- 母：蘇我娼子 - 蘇我連子の娘
- 正妻：貞媛 - 阿倍貞吉または阿倍真虎の娘、阿倍御主人の孫
  - 長男：藤原豊成（704年 - 766年）
  - 次男：藤原仲麻呂（706年 - 764年）
- 妻：紀麻呂の娘
  - 三男：藤原乙麻呂（? - 760年）
- 妻：阿祢姫 - 小治田功麻呂の娘
  - 四男：藤原巨勢麻呂（? - 764年）
- 生母不詳の子女
  - 女子：南殿（? - 748年）（聖武天皇夫人）

## 関連作品
テレビドラマ
- 『大仏開眼』（2010年、NHK） - 演：苅谷俊介